# シアン化亜鉛
シアン化亜鉛（しあんかあえん、Zinc Cyanide）は、化学式Zn(CN)2で表される無機化合物の1つである。

## 構造
シアン化亜鉛は正四面体の構造をしており、上記の表の写真のような2つ(写真では赤と青)が互いに貫通した構造である。このような構造はダイヤモンドや二酸化ケイ素に類似している。

## 性質
シアン化亜鉛はほとんどの溶媒に不溶であるが、アルカリ性であるアンモニアや水酸化物には溶ける。

## 合成
- 亜鉛とシアン化物を含む溶質を水に溶解することで合成が容易くなる。以下の合成は硫酸亜鉛と青酸カリウムの複分解である[1]。

{\displaystyle {\ce {ZnSO4 + 2KCN -> Zn(CN)2 + K2SO4}}}
- 酢酸亜鉛とシアン化水素による合成。

{\displaystyle {\ce {Zn(CH3COOH)2 + 2HCN -> Zn(CN)2 + 2CH3COOH}}}
- 青化法による合成。

{\displaystyle {\ce {2[Au(CN)2]- + Zn -> 2Au + Zn(CN)2 + 2CN-}}}